# مووم
مُووم (بالآيسلندية:Múm)، هي فرقة موسيقي تجريبية أيسلندية تتميز موسيقاها بالأداء الصوتي الناعم واستخدام أنواع مختلفة من الموسيقي الإلكترونية كالجليتش والبيت، بالإضافة لاستخدامهم لالات موسيقية غير تقليدية.

## التاريخ
الفرقة تأسست عام 1997 من قبل الأعضاء الاصليين غونار ارن واورفار ثوريجارسون سمارسون، وانضم اليهم في وقت لاحق من العام الاختان التوأم جيزا وكيرستين انا. وفقا لكريستين، اسم الفرقة لم يكن من المقرر ان يعني أي شيء. في عام 2002، بعد الجولة الأولى في أمريكا، جيزا تركت الفرقة لتتفرغ لدراستها في ريكيافيك بعد وقت قصير من رحيل جيزا، وانضم استلدور فالتيسدوير انضم لأداء للغناء ووسيرينا تايدمان استبدلت جيزا على التشيلو، وذلك من اجل القيام بجولة في أوروبا. ثم تطورت الفرقة بعد ذلك لتشمل اولوف ارنالدز وهيلدر جوزناديتر. وفي أوائل عام 2006، رحلت كريستن أيضا عن الفرقة.
و علي الرغم من رحيل بعض اعضائها ظلت مُووم متماسكة كمجموعة من الموسيقيين. ألبومهم الرابع، سجل خلال عام 2006، طرح في الأسواق عام 2007 تحت عنوان جو جو سمير زا بويزون افي أو اذهب لتلطخ شجرة اللبلاب السام.
في نوفمبر 2007، قامت الفرقة بجولة في الساحل الشرقي للولايات المتحدة مع الموسيقار الألماني، هاوشكا 
و عادوا في ربيع عام 2008 بنفس شكلهم فيما قبل. شملت الجولات اغاني من البومهم الأخير، اذهب لتلطخ شجرة اللبلاب السام.
في 27 أغسطس اعلنت مُووم علي موقعهم الرسمي انهم يحضرون لالبومهم الجديد في هدوء.
في 22 مايو 2009، خلال حفل موسيقي في برغش، أسبانيا، لعبت مُووم احدث اغنيات البومهم الصادر حديثا سينج الونج تو سونجز يو دونت كنو أو غني مع اغنيات لا تعرفها.

## وصلات خارجية
- مووم على موقع ميوزك برينز (الإنجليزية)
- مووم على موقع أول ميوزيك (الإنجليزية)
- مووم على موقع ديسكوغز (الإنجليزية)

- الموقع الرسمى
- موقع للمعجبين
- مُووم في FatCat Records
- مقابلة على BYT
- مُووم وسينج فانغ بوس يأدون أغنية Erupting Light